# Ruta Nacional 242 (Argentina)
La Ruta Nacional 242 es una carretera argentina asfaltada, que se encuentra en el Departamento Picunches, en el oeste de la Provincia del Neuquén. En su recorrido de 60 kilómetros une la Ruta Nacional 40 en las cercanías del pueblo Las Lajas con el Paso de Pino Hachado, a 1864 m s. n. m., en la frontera con Chile. Hasta 2004 este tramo pertenecía a la Ruta Nacional 22. La Ruta continúa en Chile como Ruta CH-181.
Se puede apreciar la traza en el mapa adjunto marcado en rojo.
Este camino forma parte del Eje del Sur, definido por IIRSA como uno de los tres ejes de integración en Argentina.

## Traza antigua
La Ruta Nacional 242 se encontraba en el plan original de rutas nacionales del 3 de septiembre de 1935. Comenzó a ser construida en 1951 y finalizada en 1953 con sus 492 km de ripio esta ruta pasaba por las localidades de General Roca, Chasicó, Ingeniero Jacobacci y Ñorquincó en la Provincia de Río Negro.
Este camino se encuentra en el mapa adjunto de color verde.
El 23 de junio de 1969 se habilitó al tránsito el puente de hormigón armado Paso Córdoba sobre el Río Negro con 534 m de longitud, siendo el más largo tendido sobre dicho río. Antes de la inauguración del puente había un servicio de balsas que operaba desde fines del año 1908, siendo renovado en su totalidad y reinaugurado4 de septiembre de 2006
Mediante el Decreto Nacional 1595 del año 1979 este camino pasó a jurisdicción provincial, por lo que se le cambió la denominación a Ruta Provincial 6. En agosto de 2021 el gobernador Raúl Jalil junto al intendente Pio Carletta inauguraron las obras de pavimentación y extensión del el nuevo trazado de la Ruta 242 que permitirá unir Baviano con Quirós vertebrando a la Ruta Provincial Nro 7 con la nacional Nro 157 fortaleciendo el desarrollo productivo y turístico del norte lapaceño.

## Gestión

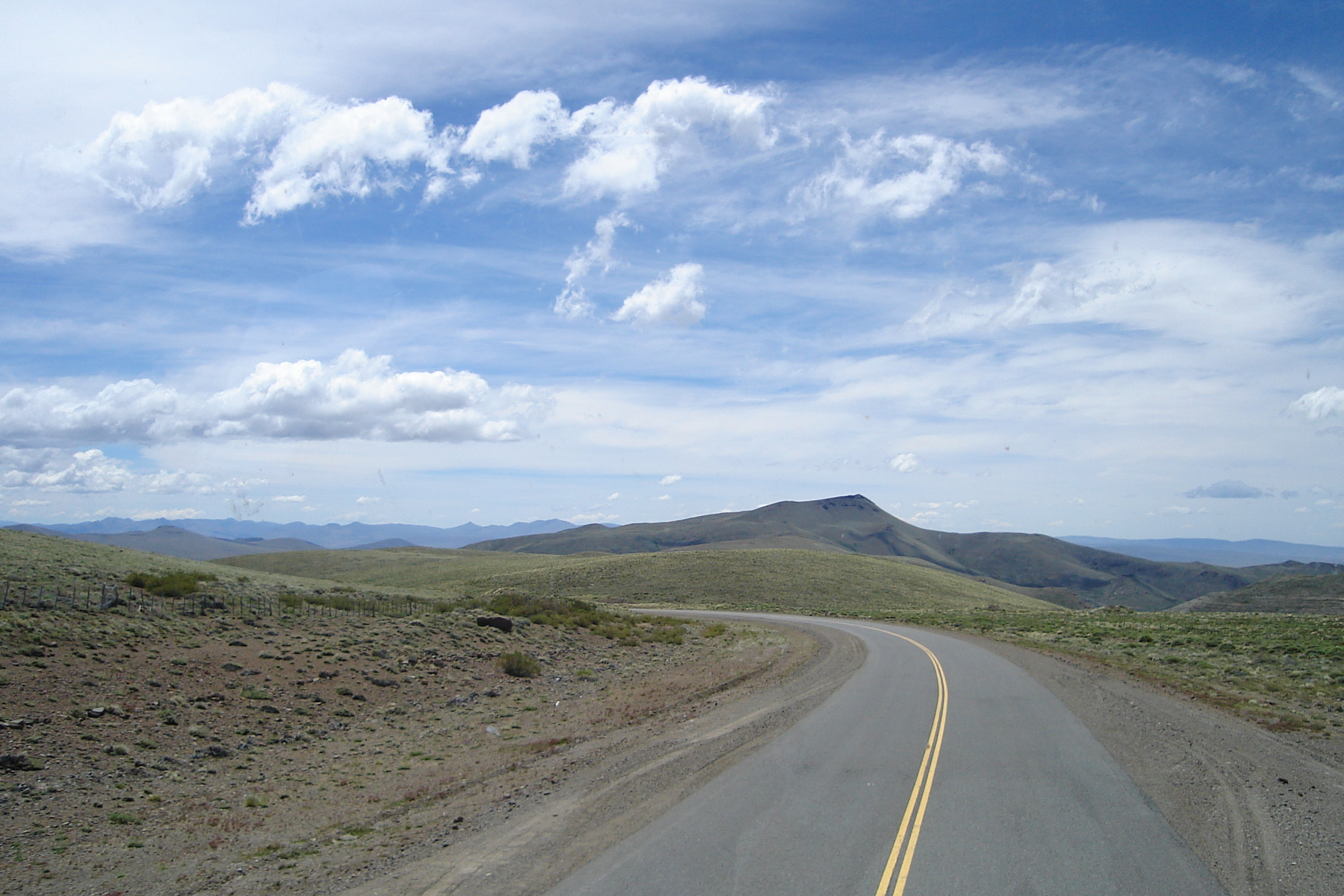
Ruta Nacional 242 en las cercanías del Paso de Pino Hachado, hacia el Este.

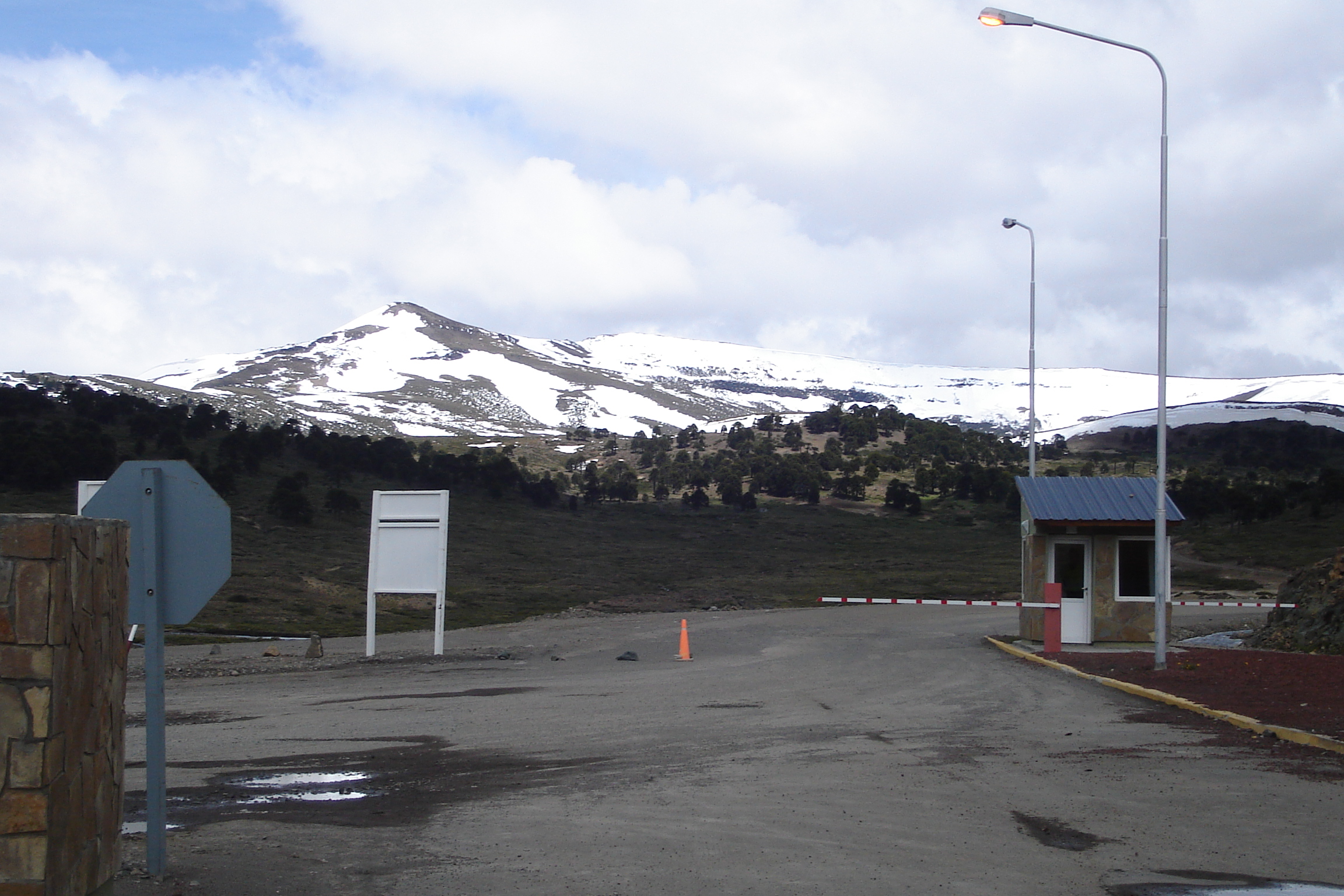
Paso de Pino Hachado.

A través de un convenio con la Dirección Provincial de Vialidad de la Provincia del Neuquén esta repartición se hace cargo del mantenimiento de la ruta mediante la modalidad de transferencia de funciones operativas (TFO).